# Jan Janča
Jan Janča (13. září 1866 Vlčnov – 20. ledna 1928 Brno) byl moravský spisovatel, hájící práva české menšiny v Dolních Rakousích a usilující o povznesení moravských Slováků.

## Život
Narodil se ve Vlčnově v rodině rolníka Františka Janči (* 1834) a jeho manželky Anny, rozené Mikulcové (1844–1921). Měl bratra Josefa (1869–1930). V lednu 1892 se zasnoubil se Zdenkou Vrlovou, dcerou prostějovského tiskaře a novináře Josefa Vrly, se kterou se 23. srpna téhož roku v Prostějově oženil. Měli spolu dceru Olgu Vojáčkovou (* 1897). Podle zápisu v matrice narozených ho v roce 1912 adoptoval uherský státní příslušník z Prešpurku Andreas Morgosy; Janča změnil své příjmení na Janča-Morgosy. V roce 1920 se se Zdenkou rozvedl a roku 1921 se v Brně oženil s Augustou Bělohlávkovou.
Vystudoval Slovanské gymnázium v Olomouci, v letech 1889–1891 začal v Praze studovat Právnickou fakultu Univerzity Karlovy, ale studium nedokončil. Jan Janča přivedl okolo roku 1893 do Vlčnova svého přítele malíře Jožu Uprku a nalezl mu zde ubytování. Ve Vlčnově pak Uprka mezi jiným začal práci na své Jízdě králů.
Do první světové války pracoval Janča v regionálním tisku v Olomouci (Našinec a Náš domov), Kolíně (Polaban), Uherském Hradišti (Slovácké noviny a Slovač) a od roku 1895 v Prostějově (Slovan). V roce 1896 přesídlil do Vídně a přenesl tam i Slovan. Po zániku Slovana se stal redaktorem Vídeňského deníku. Ve Vídni byl též nakladatelem Vídeňské laciné ilustrované knihovny.
V době, kdy Janča pobýval ve Vídni, pracovalo a žilo v Dolních Rakousích zhruba 400 000 Čechů a Moravanů, jejichž postavení nebylo rovnoprávné s německy mluvícími Rakušany. Patřil mezi bojovníky za práva této menšiny, zejména za její jazykovou rovnoprávnost a za české školství.
V průběhu první světové války vážně onemocněl a zanechal novinářské činnosti. V roce 1917 se vrátil na Moravu, kde se v Olomouci stal redaktorem Selských listů, později v Brně Hlasu republiky a deníků Svoboda a Ruch.
Byl funkcionářem Syndikátu československých novinářů, členem Klubu žurnalistů v Brně, členem a pokladníkem Moravského kola spisovatelů. Přispíval do řady časopisů a deníků jako Lumír, Zlatá Praha a mnoha dalších. Ve svém díle používal též pseudonymy Jaja a Verus (ve Vídeňském deníku). V Brně bydlel na adrese Kiosk 7 (nyní Moravské náměstí).
Je pohřben na Ústředním hřbitově v Brně.

## Dílo

### Spisy
- Paprsky a stíny: obrazy ze Slovenska – Praha: Václav Řezníček, 1892
- Na poušti života: obrázky, črty a fejetony – Olomouc: vlastním nákladem, 1893; Karel Wolf, 1896
- Z města a venkova: novely – Praha: Jan Otto, 1899
- Orfanův románek a jiné novelly – Praha: Edvard Beaufort, 1904
- Život a jiné vídeňské novelly – Praha: J. Otto, 1910
- Ottův Průvodce po Vídni – Praha: J. Otto, 1914
- Vichřice: vídeňské povídky a novely – ilustroval Viloš Hemerka. Vídeň: v. n., 1915
- U nás pod Karpaty: povídky ze Slovače – Olomouc: Romuald Promberger, 1916
- Satan: román – Olomouc: R. Promberger, 1922
- V dravém proudu: vídeňský román z dob předválečných – Brno: Ruch, 1925
- Chceme, aby vše bylo lepší: z ankety "Ruchu" 1926 práce odměněné cenami – Brno: Ruch, 1926

### Divadelní hry
- Olga Žilinská: drama o 1 jednání dle Jana Janči – Fráňa Francl. Praha: v. n., 1914
- Plagiát
- Olympie
- Ústup silného

### Posmrtná připomínka
- Ke 150. výročí Jančova narození se v roce 2016 konala ve Vlčnově výstava "Jan Janča (1866-1928), vlčnovský novinář a spisovatel".[12]